# Toruń
Toruń (tysk: Thorn) er en by i voivodskabet Kujavien-Pommern i Polen ved floden Wisła med 198.273(2021) indbyggere. Byen er hovedstad i voivodskabet.
Byen er en populær studieby (bl.a. Nicolaus Kopernikus' Universitet). Toruns gamle bydel er kendt for gotiske bygninger og er en del af Den europæiske rute for teglstensgotik. Toruńs historiske centrum er på UNESCOs Verdensarvsliste. Toruń i den tidlig moderne tid var en kongelig by og en af de ti største byer i Polen.
I denne gamle bydel ligger huset, hvor Nicolaus Kopernikus blev født, og der står en statue af ham på bydelens største plads. En stor del af den gamle by er gågader med mange forretninger og restauranter.
Byen er også kendt for deres honningkager (polsk: Pierniki), som er blevet produceret i byen siden middelalderen.

## Sport
De mest populære sportsklubber i byen er KS Toruń (speedway), KS Toruń HSA (ishockey), Elana Toruń (fodbold), Angels Toruń (en), (Amerikansk fodbold) og Twarde Pierniki Toruń (basketball). Fodboldklubben TKS Toruń var medstifter af den polske fodboldliga.

## Berømte bysbørn
- Nicolaus Kopernikus - astronom
- Jacek Yerka - maler
- Joachim Oppenheim - forfatter og rabbiner

## Galleri
- Panorama
- Gamle bydel
- Gamle bydel
- Rådhus (gotisk)
- Nicolaus Kopernikus hus (gotisk)
- Katedral (gotisk)
- Dąmbski palads (barok)
- Teater
- Helligåndens kirke (barok)
- Middelalderlige bymure
- Hovedpost
- Videnskabelige Samfund i Toruń